# الدرر المكنونة في نوازل مازونة
الدرر المكنونة في نوازل مازونة من أشهر المؤلفات في بلاد المغرب الأوسط لـ بو زكريا يحي بن موسى بن عيسى بن يحي المغيلي المازوني . والذي ألفه بين عامي 1441و1478.

## الناسخون للمخطوط
- 972 هجري :محمود بن بلقاسم الشريف
- 1115هجري :الوافي بن مبارك الوافي
- 1306 هجري :محمد بن أحمد بن عبد الرحمن

## تاريخ
يؤرخ الكتاب لفترة حرجة لبلاد المغرب الاوسط الذي هانى كثيرا من الإضطرابات السياسية بين الدول الحفصية والزيانية والمرينية والفتن الداخلية التي سببتها القبائل المحلية والتي نشرت ظاهرة قطع الطريق إفساد السابلة

## دافع الكتابة
| الدرر المكنونة في نوازل مازونة | لما امتحنت بخطة القضاء في عنفوان الشباب وقادني إليها ما يعلمه الله من الأمور الصعاب وكثرت علي نوازل الخصوم وتوالت شكيات المظلوم وقصر الباع عن ادراك ما لا يتطرق إليه التباس من نص جلي وواضح قياس لجأت إلى كتب الاسدلة فيما يشكل علي من نوازل الأحكام متطلبا جواب من الأئمة الأعلام المعترضين للفتوى بين الأنام متخوفا مما قال عليه السلام في القضاة الثلاثة الحكام واجتهدت في ذلك وعلم الله جهدي ولم أتجاسر على تنفيذ حكم في قضية فيهاحتمال وحدي حتى أكون على بصيرة من ذلك كي لا اهلك مع كل هالك وقد كان اتفق لمولاي الوالد رحمه الله في مدة قضائه ما اتفق لي من الالتجاء إلى كتب الاسدلة للائمة المعاصرين له حتى اجتمع لي من اسدلتهم جملة وافرة كان رحمه الله عزم على ترتيبها فاخترمته المنية قبل ذلك فضمنت ما كنت جمعت وما جمع مولاي الوالد رحمه الله. | الدرر المكنونة في نوازل مازونة |

## مضمون الكتاب
يعتبر الكتاب من عناصر الفقه الإسلامي زمن أواخر القرون الوسطى وتندرج النوازل على شكل أسئلة طرحت عليه أو طرحها على أساتذته أو طرحت قبل علماء عصره خاصة المرازقة والعقبانيون والوغليسيين .

## أبواب الكتاب
ضم الكتاب حوالي 200 مسألة وقد جاءت هذه المسائل موزعة على الأبواب التالية:
1. باب الطهارة: 65 مسألة.
2. باب الصلاة: 68 مسألة.
3. باب الجنائز: مسألتان.
4. باب الزكاة: 33 مسألة.
5. باب الصيام: 6 مسائل.
6. باب الاعتكاف: مسألة واحدة تتعلق بليلة القدر.
7. باب الحجة: وهي مرور الشامي بالمدينة دون الإحرام.
8. باب الصيد: مسألتان.
9. باب الذبائح: 10 مسائل.
10. باب الضحايا والعقيقة: 12 مسألة.